# Moriaanshoofd
Moriaanshoofd est un hameau appartenant à la commune néerlandaise de Schouwen-Duiveland, situé dans la province de la Zélande. Le hameau dépend du village de Kerkwerve.

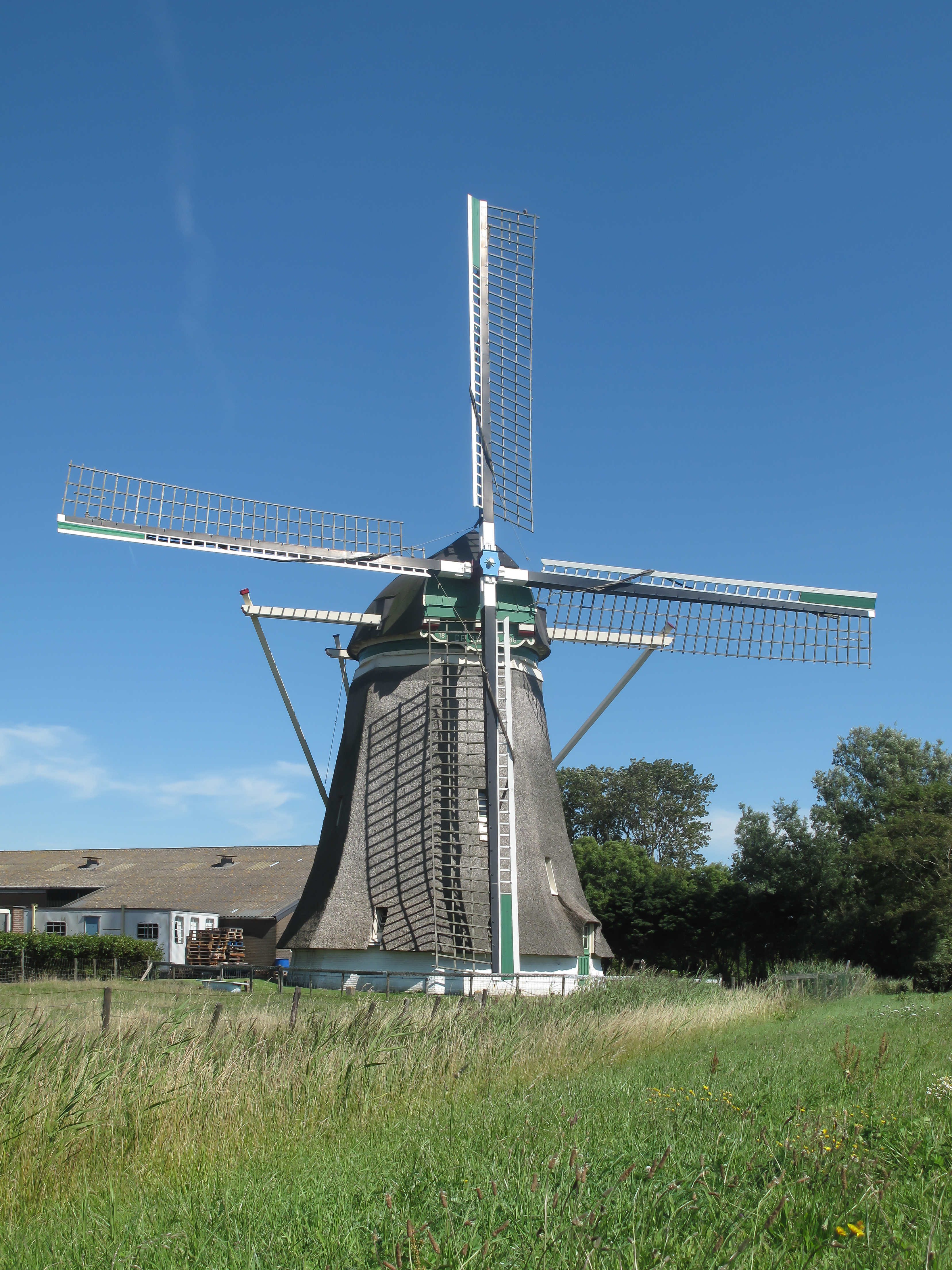
Moriaanshoofd, moulin